# Нельсон (город, Миннесота)
Нельсон (англ. Nelson) — город в округе Дуглас, штат Миннесота, США. На площади 1,9 км² (1,9 км² — суша, водоёмов нет), согласно переписи 2002 года, проживают 172 человека. Плотность населения составляет 91,1 чел./км².
- Телефонный код города — 320
- Почтовый индекс — 56355
- FIPS-код города — 27-45106[1]
- GNIS-идентификатор — 0648449[2]